# Cal Patalín
Cal Patalín és una casa del municipi de la Seu d'Urgell (Alt Urgell) protegida com a bé cultural d'interès local.

## Descripció
Edifici entre mitgeres, situat a la Plaça Patalín, 2. Es tracta d'una construcció de cinc altures, planta baixa, tres pisos i golfes. Destaca per la seva simetria en l'ordenació dels vans, a la façana de la Plaça Patalín. Apareix una inscripció en una de les baranes de la façana de la Plaça, que identifica: "F.J. AÑO 1847". Pel que fa a la façana del carrer Canonges, destaca el treball d'ondulació de les baranes metàl·liques.